# Route départementale 26 (Essonne)
Pour les articles homonymes, voir Route départementale 26.
La route départementale 26 est une route départementale située dans le département français de l'Essonne et dont l'importance est restreinte à la circulation routière locale.

## Itinéraire
Au nord-est du département, la route départementale 26 entame son trajet à l'intersection avec la Route nationale 7.
- Corbeil-Essonne, elle entame son parcours depuis l'intersection avec la route nationale 7 sous l'appellation Route de Lisses.
- Lisses, elle prend l'appellation Route de Corbeil, un viaduc permet la traverée de l'autoroute A6 avant l'intersection en carrefour giratoire avec la route départementale 153 avec laquelle elle partage le tracé vers le sud et prend l'appellation Route départementale. Un troisième carrefour giratoire sépare les deux voies.
- Écharcon, elle reprend l'appellation Route de Corbeil et évite le centre-village.
- Vert-le-Grand, elle forme une intersection avec la route départementale 31 et emprunte le même itinéraire vers le sud.
- Vert-le-Petit, un carrefour giratoire sépare les deux voies.
- Leudeville, elle prend l'appellation Grande Rue et traverse le centre-ville, puis prend l'appellation Rue du Bois Bouquin et Route d'Évry.
- Marolles-en-Hurepoix, elle conserve l'appellation Route d'Évry puis devient Grande Rue dans le centre-ville, à proximité de la gare de Marolles-en-Hurepoix, un viaduc permet le passage de la ligne C du RER d'Île-de-France, elle prend l'appellation d'Avenue Charles de Gaulle.
- Guibeville, un carrefour giratoire dévie le tracé pour former une rocade sud autour du village, achevée par un second giratoire, puis un carrefour giratoire matérialise l'intersection avec la route départementale 449.
- Avrainville, elle prend l'appellation de Grande Rue, un viaduc permet la traversée de la route nationale 20 et prend l'appellation de Route d'Avrainville.
- Boissy-sous-Saint-Yon, elle conserve son appellation jusqu'à son entrée dans le bourg où elle devient Rue La Fontaine puis Rue Courtânesse avant un carrefour giratoire à l'intersection avec la route départementale 19.
- Saint-Yon, elle prend l'appellation de Route de Boissy et partage son tracé avec la RD19 jusqu'à l'intersection avec la route départementale 82.
- Breuillet, le tracé commun se sépare au centre-bourg sous l'appellation de Rue de la Gare, où elle prend l'appellation Rue du Pavé jusqu'à l'intersection en giratoire avec la route départementale 116 où elle devient Route de la Folleville.
- Saint-Maurice-Montcouronne, elle conserve l'appellation jusqu'au giratoire commun avec la route départementale 27 et la route départementale 3.

## Pour approfondir